# 熱血!周作がゆく
『熱血!周作がゆく』（ねっけつ しゅうさくがゆく）は、テレビ朝日系列にて2000年10月19日から同年12月14日まで木曜19時～19時54分に放送された時代劇。
江戸刺客の第一人者であり、北辰一刀流剣術の創始者である千葉周作と、その親友である次郎吉（後の盗賊鼠小僧）、後に名奉行となった遠山金四郎ら岡っ引きや道場を取り巻く人々との交流を中心に、若き日の主人公の成長を描いていく。

## キャスト
- 千葉周作：中村俊介
- 中西忠兵衛：藤岡弘、
- 次郎吉：山本太郎
- 遠山金四郎：唐渡亮
- 田村敬四郎：近藤芳正
- お玉：小西美帆
- お八重：奥貫薫
- しぶ柿の兵七：伊東四朗

## 主題歌
- 「青春の傷み」（日本クラウン）
作詞・作曲／南こうせつ・伊勢正三　　歌／かぐや姫

## スタッフ
- プロデューサー：川田方寿（テレビ朝日）、武居勝彦、田中憲吾（東映）
- 協力プロデューサー：松平乘道、深沢道尚
- 脚本：塩田千種、ちゃき克彰、藤井邦夫
- 監督：和泉聖治、江崎実生、上杉尚祺
- 音楽：義野裕明
- ナレーター：泉龍太

## 放送リスト（サブタイトルリスト）
| 各話  | 放送日          | サブタイトル                 | 脚本       | 監督     | ゲスト                                                                                             |
| ----- | --------------- | ---------------------------- | ---------- | -------- | -------------------------------------------------------------------------------------------------- |
| 第1話 | 2000年 10月19日 | 一刀流一番手柄!              | 塩田千種   | 和泉聖治 | 名高達男、宮内洋、木下ほうか、園英子 白鳥智恵子、和泉ちぬ、中谷由香、丹羽美奈子 新村あゆみ、志賀勝 |
| 第2話 | 10月26日        | 戯作者殺しの謎!?             | 塩田千種   | 和泉聖治 | 坂上忍、中村綾、西川忠志、辻村ジュサブロー 笑福亭猿笑、和泉ちぬ、伊庭剛、武本裕史                  |
| 第3話 | 11月2日         | 復讐の花嫁幽霊!              | 塩田千種   | 和泉聖治 | 三井ゆり、深江卓次、品川隆二、和泉ちぬ 白鳥智恵子、中谷由香、丹羽美奈子                            |
| 第4話 | 11月9日         | 女郎殺し! 涙の遠山桜         | 塩田千種   | 江崎実生 | 山本陽子、伊吹剛、横堀貴子、岡村亜紀、村田宏                                                       |
| 第5話 | 11月16日        | 赤い硝子の追跡者             | 藤井邦夫   | 和泉聖治 | 八木小織、冨家規政、和泉ちぬ、徳田興人 小金沢昇司、中野英雄                                        |
| 第6話 | 11月23日        | 指名手配! 恋人が消えた…      | 塩田千種   | 和泉聖治 | 大和武士、西川忠志、和泉ちぬ、芝本正、渡嘉敷勝男                                                   |
| 第7話 | 11月30日        | 破門! 無礼打ちの謎!?         | 藤井邦夫   | 上杉尚祺 | 大橋吾郎、小沢象、深江章喜、山口雅史 白鳥智恵子、中谷由香、丹羽美奈子                              |
| 第8話 | 12月7日         | 舞い降りた鶴! 藪の中の殺人!! | ちゃき克彰 | 上杉尚祺 | 天田貴子、中村南、和泉ちぬ                                                                         |
| 第9話 | 12月14日        | 真剣勝負! 明日への旅立ち     | 塩田千種   | 森本浩史 | 鷲生功、及森玲子、飯田基祐、石倉英彦、和泉ちぬ                                                     |